# Národní park Ķemeri
Národní park Ķemeri (lotyšsky: Ķemeru nacionālais parks) národním parkem na pobřeží Rižského zálivu Baltského moře v Lotyšsku. Většina parku se nachází na území regionu Zemgale, malá část také ve Vidzeme v krajích/městech Jūrmala, Jelgava, Riga a Tukums. Park získal název podle lázeňského města Ķemeri.

## Další informace
Národní park Ķemeri je třetím největším národním parkem v Lotyšsku a byl založen v roce 1997. Národní park má rozlohu 38 165 ha, z toho 1 954 ha v Rižském zálivu. Důvodem k vyhlášení národního parku byla snaha o zachování zdejších jedinečných přírodních a kulturně-historických hodnot. Minerální vody a léčivé bahno, které zde vznikají, umožnily například velkoplošný rozvoj lázeňského průmyslu. Pro park jsou charakteristické především rozsáhlé plochy rozmanitých, jen málo pozměněných mokřadů – vrchovišť a slatinišť a lagunových jezer. K jezerům lagunového typu patří například jezera Dūņieris, Kaņieris, Slokas ezers a Valguma ezers. Největšími bažinami jsou Lielais Ķemeru tīrelis (Velké ķemerské vřesoviště), kde je vybudovaný 3,4 km dlouhý okruh Ķemeru purva laipa pro návštěvníky s rozhlednou Velké rašeliniště Ķemeri, a Raganu purvs. Populární je také turistická trasa Kaņiera niedrāja taka na jezeře Kaņieris.

## Galerie

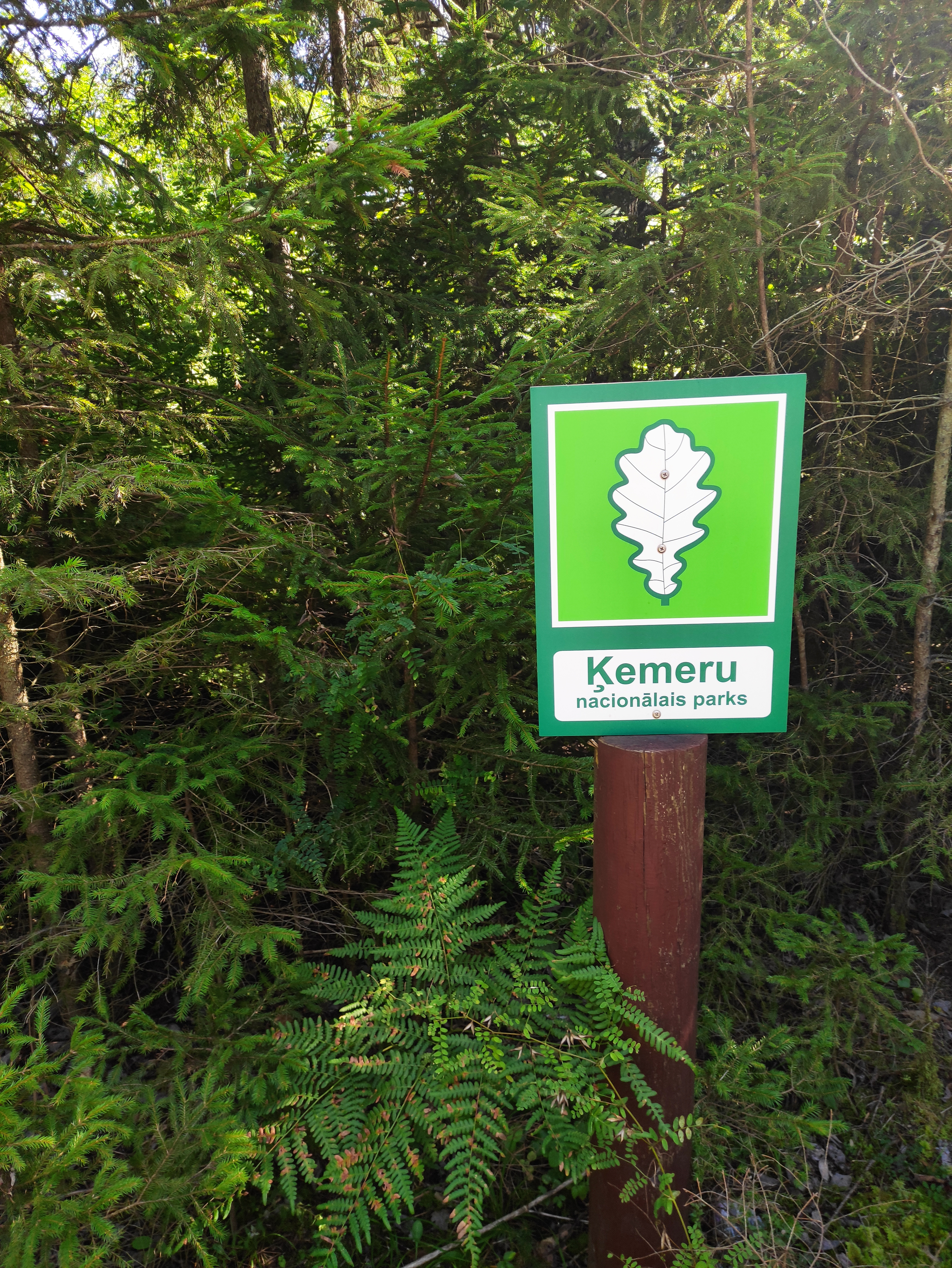
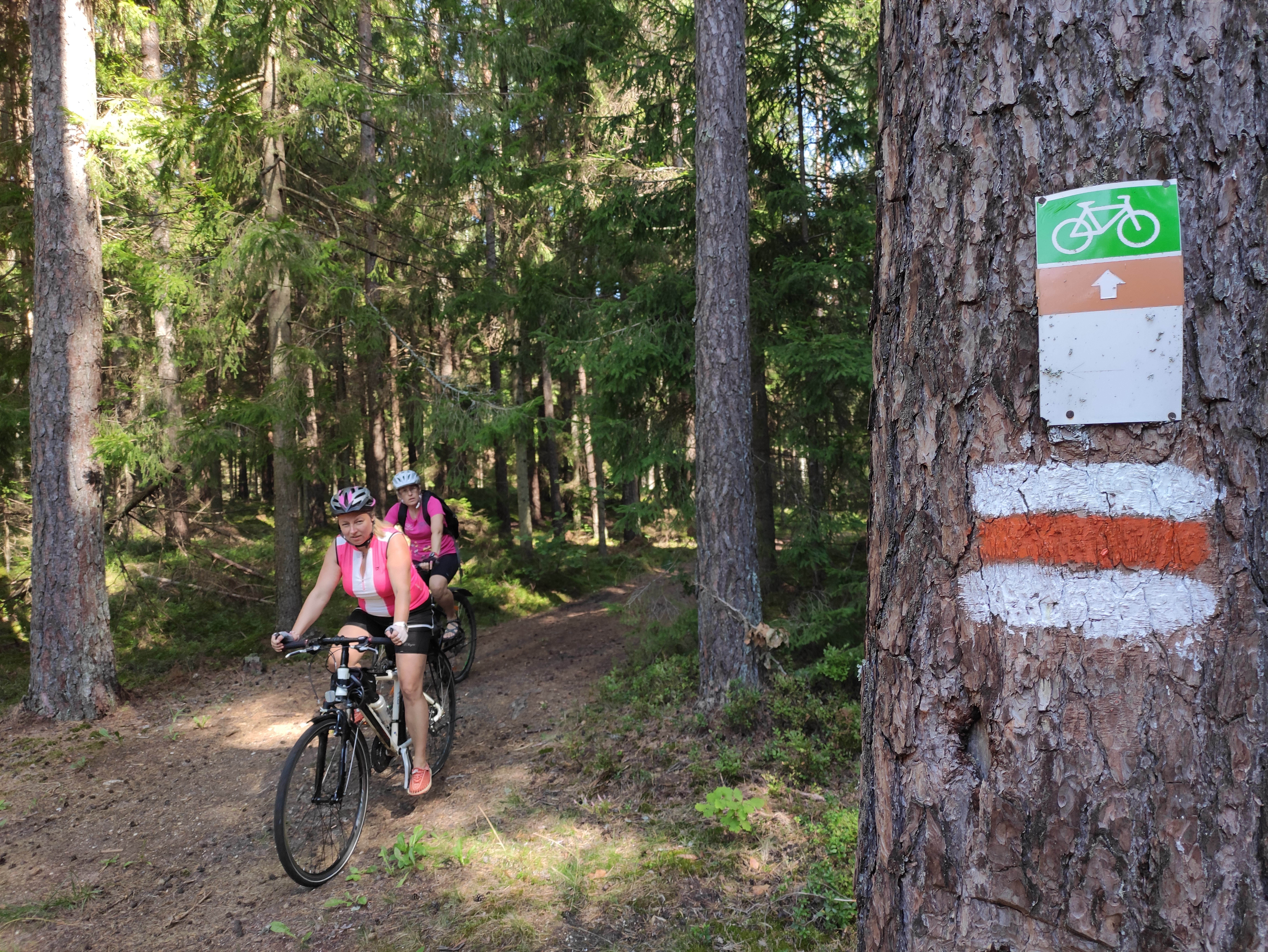
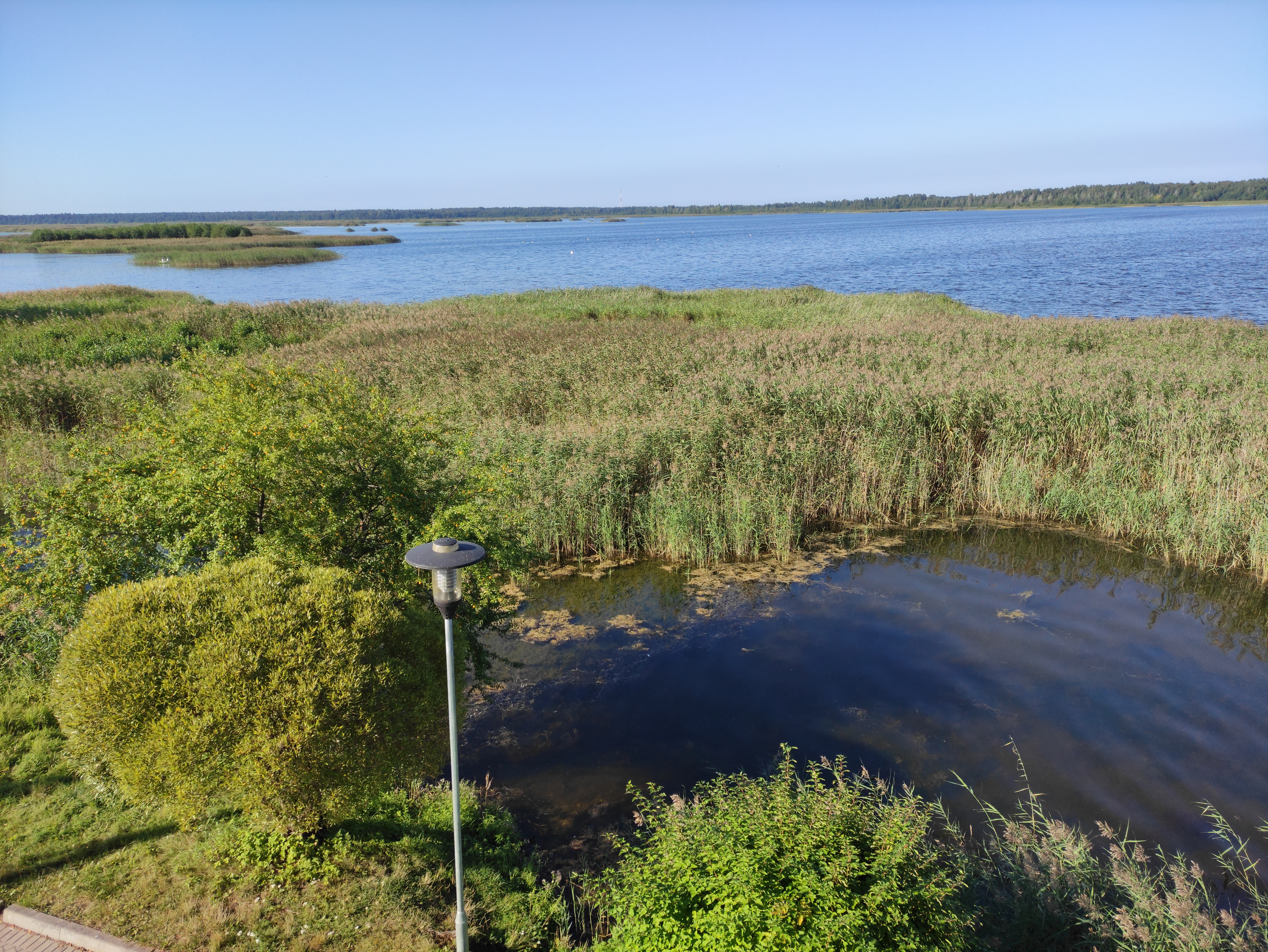
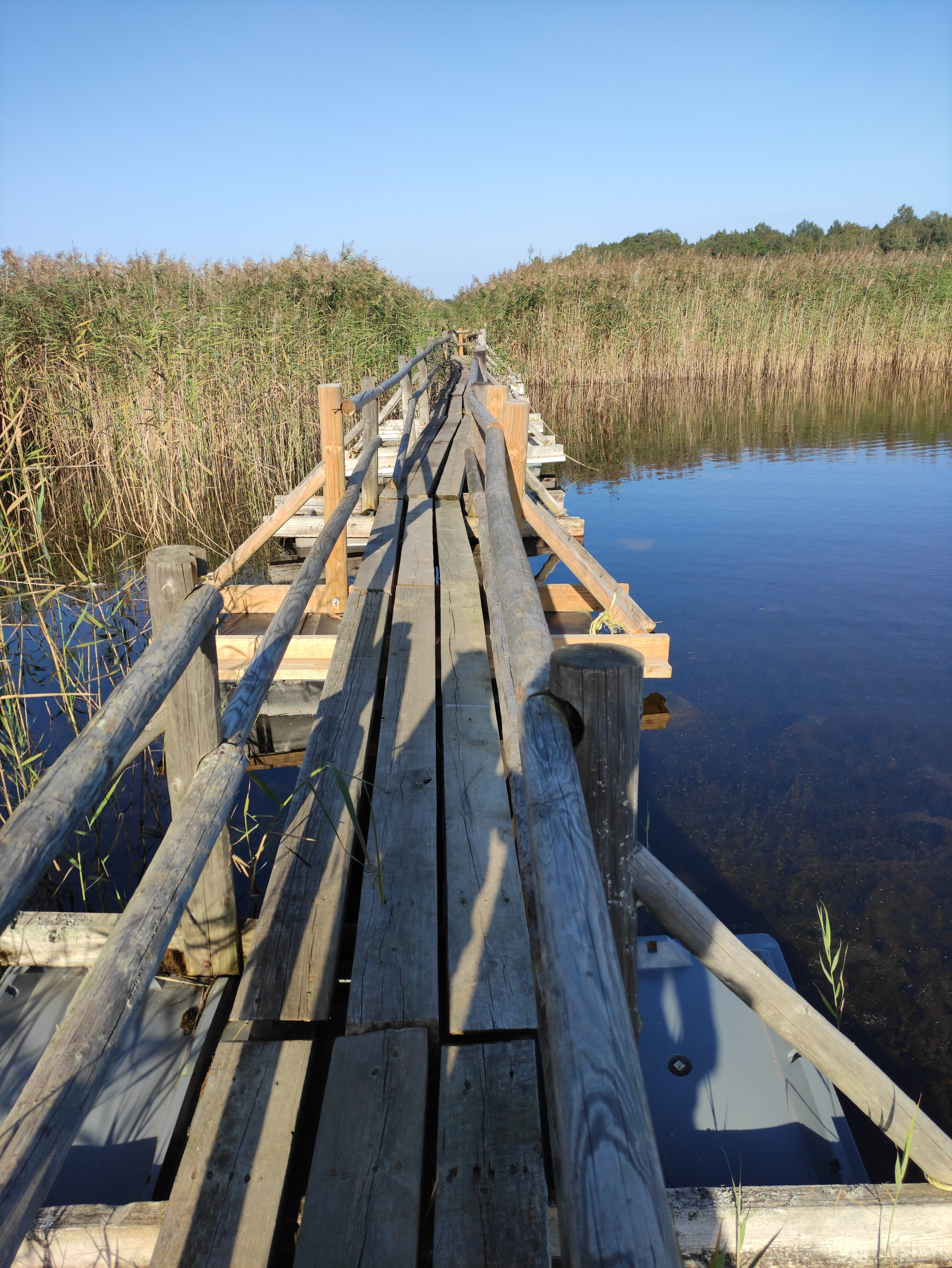
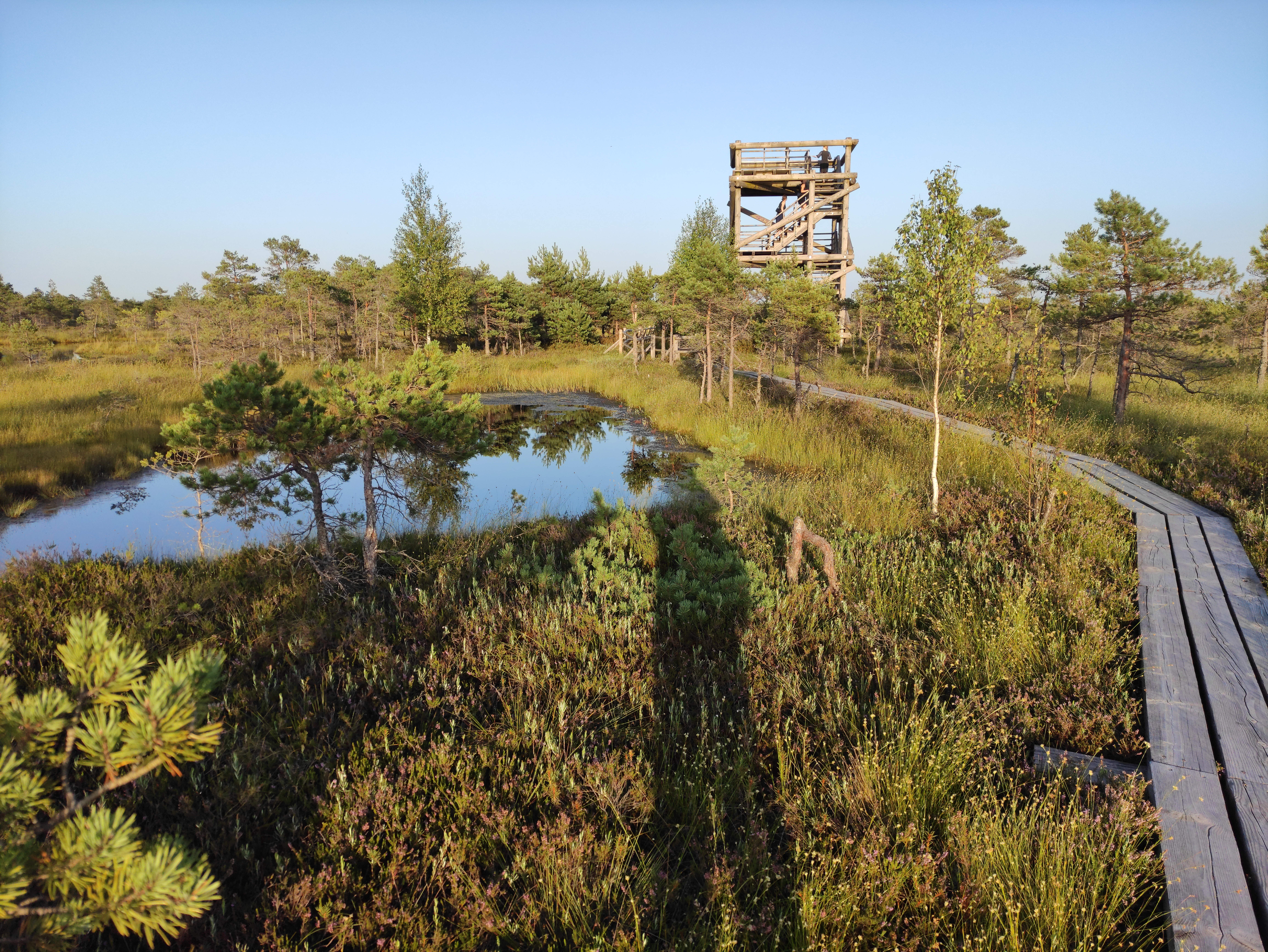